# Mühle Rieper
Die Mühle Rieper ist eine Getreidemühle in Vintl in Südtirol. Sie ist eine der ältesten Mühlen der Tiroler Region.

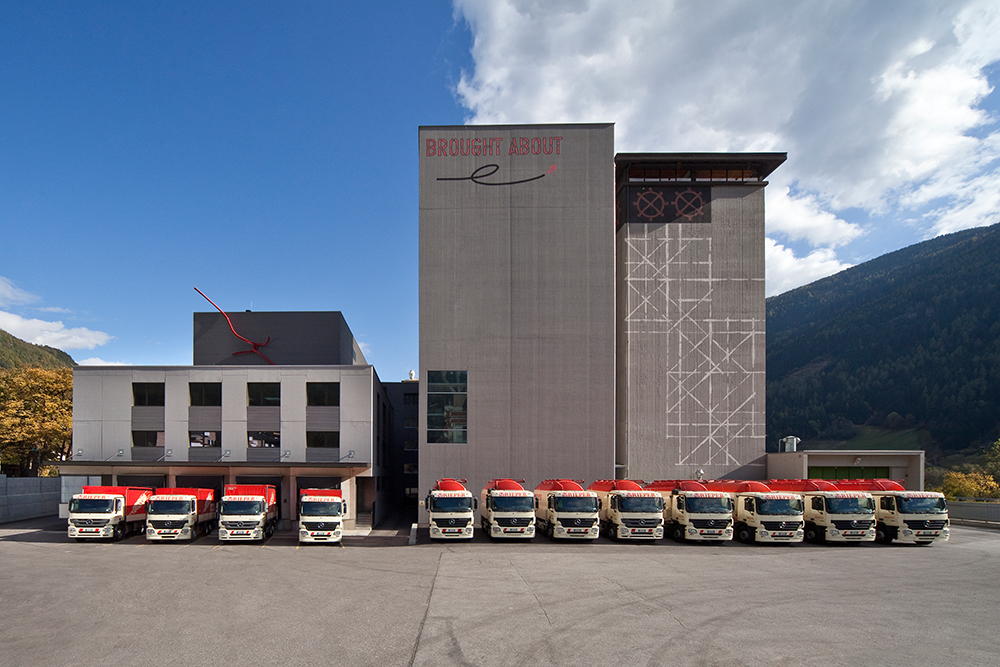
Mühle Rieper Südtirol

## Getreidesilo
Im Getreidesilo, das in den 1960er Jahren gebaut wurde, haben 43 Zellen mit einer Kapazität zwischen 25 und 100 Tonnen Platz. Insgesamt fasst das Silo 4500 Tonnen Rohstoffe. In den Silo ist zudem ein Mehlsilo mit einer Kapazität von rund 600 Tonnen Mehl eingelassen. Der Bau ist 33 Meter hoch.

## Futtermittelwerk
Der Bau des neuen Futtermittelwerkes wurde im Jahr 2000 begonnen und nach 17-monatiger Bauzeit abgeschlossen. Der Bau hat eine Höhe von 40 Metern. Pro Stunde können ca. 25 Tonnen Futtermittel produziert werden.

## Hochlager
Um ausreichend Lagerplatz für die Sackware, wie Mehl und Futtermittel in Säcken, zu schaffen, wurde 2009 ein eigenes Hochlager in Auftrag gegeben. Das Lager wurde in selbst tragender Stahlbauweise errichtet und hat ein Fassungsvermögen von über 3000 Paletten. Das Hochlager arbeitet voll automatisiert und unterstützt den reibungslosen Warenfluss.

## Kunst am Bau
Jedes Bauwerk der Mühle wurde von einem Künstler gestaltet. Die Kunst am Bau gehört zur Firmen- und Familienphilosophie der Mühle. Der Künstler Heiner Gschwendt gestaltete das Rohstoffsilo, der Südtiroler Maler Albert Mellauner den Verladesilo, der amerikanische Künstler Lawrence Weiner das Futtermittelwerk und der Südtiroler Bildhauer Eduard Habicher das Hochregallager.
Alle Kunstwerke sind Metaphern und erzählen auf ihre Weise etwas über das Unternehmen. Sie nehmen unter anderem Bezug auf Technik, Produktion, Arbeiter und Corporate Identity.
Die zum Beispiel gut von der Straße aus sichtbare Aufschrift „Brought about“ L. Weiners, übersetzt „zu Ende gebracht, fertiggestellt“, stellt einen Endpunkt dar, der gleich wieder durch einen geschwungenen Pfeil darunter aufgelöst wird. Jeder Endpunkt ist auch ein Anfang. Dieser Gedanke soll die Abläufe in der Mühle verdeutlichen.

## Geschichte der Mühle

### 1860–1950
Alois Anton Rieper erwarb im Jahre 1860 das Anwesen der Rieper-Mühle in Vintl zusammen mit einer Getreideverarbeitungsanlage und einem Wasserkraftwerk. 1910 wurde die Mühle zur gewerblichen Anlage ausgebaut und mit Elektrizität betrieben.
Nach dem Ausbruch des Ersten Weltkrieges bekam die Mühle ein neues Gebäude und moderne Technik. Jedoch konnte die neue Mühle erst zum Ende des Ersten Weltkrieges in Betrieb genommen werden. Statt wie geplant Österreich zu versorgen, gehörte Südtirol nun zu Italien und somit zu einem anderen Markt.
Aufgrund des Ausbruchs des Zweiten Weltkrieges übernahm der Staat 1938 die Getreidezuteilung und die Mühle musste durch die Planwirtschaft um die Rechtfertigung der Versorgung mit Rohstoffen der Bevölkerung kämpfen.
1943 nach dem Einmarsch der deutschen Wehrmacht nach Südtirol und Norditalien wurde der Mühle der Versorgungsauftrag von den Regionen Bozen, Trient und Belluno zugesprochen. 1944 wurde die Mühle von deutschen Verwaltern zum kriegswichtigen Betrieb in der Operationszone Alpenvorland erklärt und konnte damit vor den Zerstörungen des Krieges geschützt werden. Im Jahr 1944 wurden 9225 Tonnen Getreide vermalen.
1947 wurde die Mühle weiter ausgebaut. Zusätzliche Walzenstühle mit höherer Drehzahl wurden eingebaut. Die Mühle konnte nun 103 Tonnen Getreide pro Tag verarbeiten.
1946 nahm die Familie Rieper die Produktion von Futtermitteln auf und war damit einer der ersten Hersteller der Region und Norditaliens. Produziert wurde das Futtermittel in eigenen Anlagen.

### Von 1950 bis heute
Durch weitere Investitionen in Technik, konnte die Mühle die Produktion erhöhen. Neue und größere Silos wurden gebaut.
1973 wurden mit dem vierten Generationenwechsel in der Familie auch die Mühle und das Futtermittelwerk immer weiter ausgebaut, und in den 1990er Jahren erfolgte die nächste Ausbaustufe mit neuen Anlagen, die erstmals elektronisch gesteuert wurden.
Heute verläuft der Mahlvorgang im Selbstbetrieb. An einem Tag schafft die Mühle ca. 170 Tonnen Getreide zu Mehl zu mahlen. Dazu verfügt die Mühle über ein vollautomatisiertes Hochlager.
Die Rieper-Mühle beschäftigt um die 100 Mitarbeiter und ist damit ein wichtiger Arbeitgeber im Pustertal. Vermahlen wurden im Jahr 2000 in der Mühle und im Futtermittelwerk eine Menge von rund 100.000 Tonnen Getreide.